# Arapera Hineira Kaa Blank
Arapera Hineira Kaa Blank (7 de junio de 1932 - 2002) fue una poeta y profesora maorí. Provenía de la región de Ngati Porou y Ngati Kahungungu.

## Biografía
Nació en Rangitukia, Cabo del este, Nueva Zelanda. Su padre era el Reverendo Tipi Whenua Kaa, de Rangitukia, quién era vicario de la Parroquia Waiapu y su madre Hohipene Kaa (anteriormente Whaanga) era de Wairoa. Era una de 12 hijos: sus hermanos incluían al escritor y abogado te reo Keri Kaa, Hone Kaa, un dirigente de la iglesia anglicana, asistente social defensor de niños, y Wi Kuki Kaa, un actor. Se casó con el suizo Pius Blank, durante 44 años y tuvieron dos hiños, Marino y Anton.

## Carrera
Arapera fue una de un grupo pequeño de escritores māories, que escribían en inglés durante los 1950s, y una de las primeras poetas bilingües de Nueva Zelanda. Se educó en la Escuela Reina Victoria de Niñas Māories; y, estudió antropología en la Universidad de Auckland.
En 1959, se le otorgó el Premio Memorial Katherine Mansfield por su ensayo Ko taku kumara hei wai-u mo taku whanau, que había sido publicado el año anterior en Te Ao Hou. Barbara Brookes, autora del libro reciente Una Historia de Mujeres de Nueva Zelanda, describe el trabajo de Arapera de ofrecer 'ideas a la cultura maorí, feminismo, y el mundo dual Māori-Pakeha donde vive.'
En los últimos diez años, de su tiempo de vida laborable enseñó idioma te reo Māori en Auckland Escuela de Gramática de Niñas donde las alumnas la llamaron "Ma Blank".